# Montpitol
Montpitol est une commune française située dans le nord-est du département de la Haute-Garonne en région Occitanie.
Sur le plan historique et culturel, la commune est dans le Lauragais, l'ancien « Pays de Cocagne », lié à la fois à la culture du pastel et à l’abondance des productions, et de « grenier à blé du Languedoc ». Exposée à un climat océanique altéré, elle est drainée par le ruisseau de Laragou, le ruisseau de Marignol et par divers autres petits cours d'eau.
Montpitol est une commune rurale qui compte 341 habitants en 2022, après avoir connu une forte hausse de la population depuis 1975. Elle fait partie de l'aire d'attraction de Toulouse. Ses habitants sont appelés les Montpitolois ou  Montpitoloises.
Anciennement appelé Montpitol-la-Gascogne ou Montpitol-la-Soulade. La commune de la Soulade a été rattaché à Montpitol par une ordonnance royale de 1817.

## Géographie

### Localisation
La commune de Montpitol se trouve dans le département de la Haute-Garonne, en région Occitanie.
Elle se situe à 20 km à vol d'oiseau de Toulouse, préfecture du département, et à 15 km de Pechbonnieu, bureau centralisateur du canton de Pechbonnieu dont dépend la commune depuis 2015 pour les élections départementales.
La commune fait en outre partie du bassin de vie de Montastruc-la-Conseillère.
Les communes les plus proches sont : 
Azas (3,0 km), Saint-Jean-Lherm (3,2 km), Roquesérière (3,4 km), Bonrepos-Riquet (3,8 km), Montastruc-la-Conseillère (4,9 km), Verfeil (5,3 km), Garrigues (5,7 km), Gémil (5,8 km).
Sur le plan historique et culturel, Montpitol fait partie du Frontonnais, un pays entre Garonne et Tarn constitué d'une succession de terrasses caillouteuses qui ont donné naissance à de riches terroirs, réputés pour leurs vins et leurs fruits.
Montpitol est limitrophe de sept autres communes, dont une dans le département du Tarn.
Les communes limitrophes sont  Azas, Garrigues, Montastruc-la-Conseillère, Roquesérière, Saint-Jean-Lherm et Verfeil.
| Montastruc-la-Conseillère | Roquesérière | Azas             |
| Saint-Jean-Lherm          | Montpitol    | Garrigues (Tarn) |
| Bonrepos-Riquet           | Verfeil      |                  |

### Géologie et relief
Le point culminant du village (242 m) situé sur la route des crêtes (D30) en haut du lieu-dit Prats Vidal permet de dominer, au nord le bassin versant vers la vallée du Tarn et au sud le bassin versant vers la vallée de la Garonne et de voir distinctement par temps clair les monts de l'Aveyron, la chaine des Pyrénées et la Montagne noire.

### Hydrographie

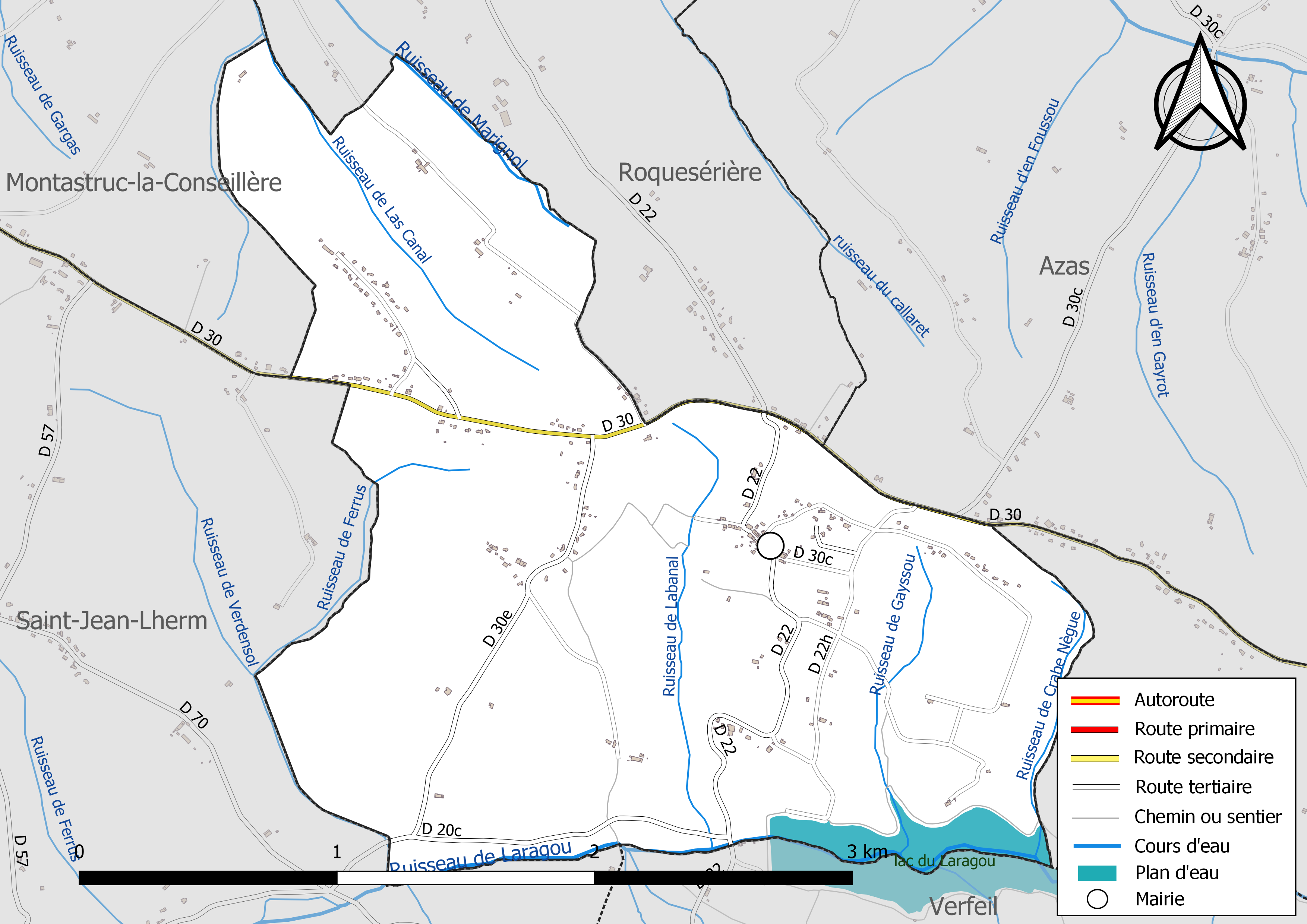
Réseaux hydrographique et routier de Montpitol.

La commune est dans le bassin de la Garonne, au sein du bassin hydrographique Adour-Garonne. Elle est drainée par le ruisseau de Laragou, le ruisseau de Marignol, le ruisseau de Crabe Nègue, le ruisseau de Ferrus, le ruisseau de Gayssou, le ruisseau de Labanal, le ruisseau de Las Canal, le ruisseau des Manenses, le ruisseau de Verdensol et par un petit cours d'eau, constituant un réseau hydrographique de 10 km de longueur totale,.
Le ruisseau de Laragou, d'une longueur totale de 13,4 km, prend sa source dans la commune de Lavaur (81) et s'écoule d'est en ouest. Il traverse la commune et se jette dans Le Girou à Gragnague, après avoir traversé 6 communes.

### Climat
Pour des articles plus généraux, voir Climat de l'Occitanie et Climat de la Haute-Garonne.
En 2010, le climat de la commune est de type climat du Bassin du Sud-Ouest, selon une étude s'appuyant sur une série de données couvrant la période 1971-2000. En 2020, Météo-France publie une typologie des climats de la France métropolitaine dans laquelle la commune est exposée à un climat océanique altéré et est dans la région climatique Aquitaine, Gascogne, caractérisée par une pluviométrie abondante au printemps, modérée en automne, un faible ensoleillement au printemps, un été chaud (19,5 °C), des vents faibles, des brouillards fréquents en automne et en hiver et des orages fréquents en été (15 à 20 jours).
Pour la période 1971-2000, la température annuelle moyenne est de 13,1 °C, avec une amplitude thermique annuelle de 15,8 °C. Le cumul annuel moyen de précipitations est de 730 mm, avec 9,3 jours de précipitations en janvier et 5,4 jours en juillet. Pour la période 1991-2020, la température moyenne annuelle observée sur la station météorologique la plus proche, située sur la commune de Blagnac à 22 km à vol d'oiseau, est de 14,2 °C et le cumul annuel moyen de précipitations est de 627,0 mm,. Pour l'avenir, les paramètres climatiques de la commune estimés pour 2050 selon différents scénarios d'émission de gaz à effet de serre sont consultables sur un site dédié publié par Météo-France en novembre 2022.

### Milieux naturels et biodiversité
Aucun espace naturel présentant un intérêt patrimonial n'est recensé sur la commune dans l'inventaire national du patrimoine naturel,,.

## Urbanisme

### Typologie
Au 1er janvier 2024, Montpitol est catégorisée commune rurale à habitat dispersé, selon la nouvelle grille communale de densité à sept niveaux définie par l'Insee en 2022.
Elle est située hors unité urbaine. Par ailleurs la commune fait partie de l'aire d'attraction de Toulouse, dont elle est une commune de la couronne,. Cette aire, qui regroupe 527 communes, est catégorisée dans les aires de 700 000 habitants ou plus (hors Paris),.

### Occupation des sols
L'occupation des sols de la commune, telle qu'elle ressort de la base de données européenne d’occupation biophysique des sols Corine Land Cover (CLC), est marquée par l'importance des territoires agricoles (95,6 % en 2018), en diminution par rapport à 1990 (97,7 %). La répartition détaillée en 2018 est la suivante : 
terres arables (92 %), zones agricoles hétérogènes (3,5 %), forêts (2,3 %), eaux continentales (2,1 %). L'évolution de l’occupation des sols de la commune et de ses infrastructures peut être observée sur les différentes représentations cartographiques du territoire : la carte de Cassini (XVIIIe siècle), la carte d'état-major (1820-1866) et les cartes ou photos aériennes de l'IGN pour la période actuelle (1950 à aujourd'hui).

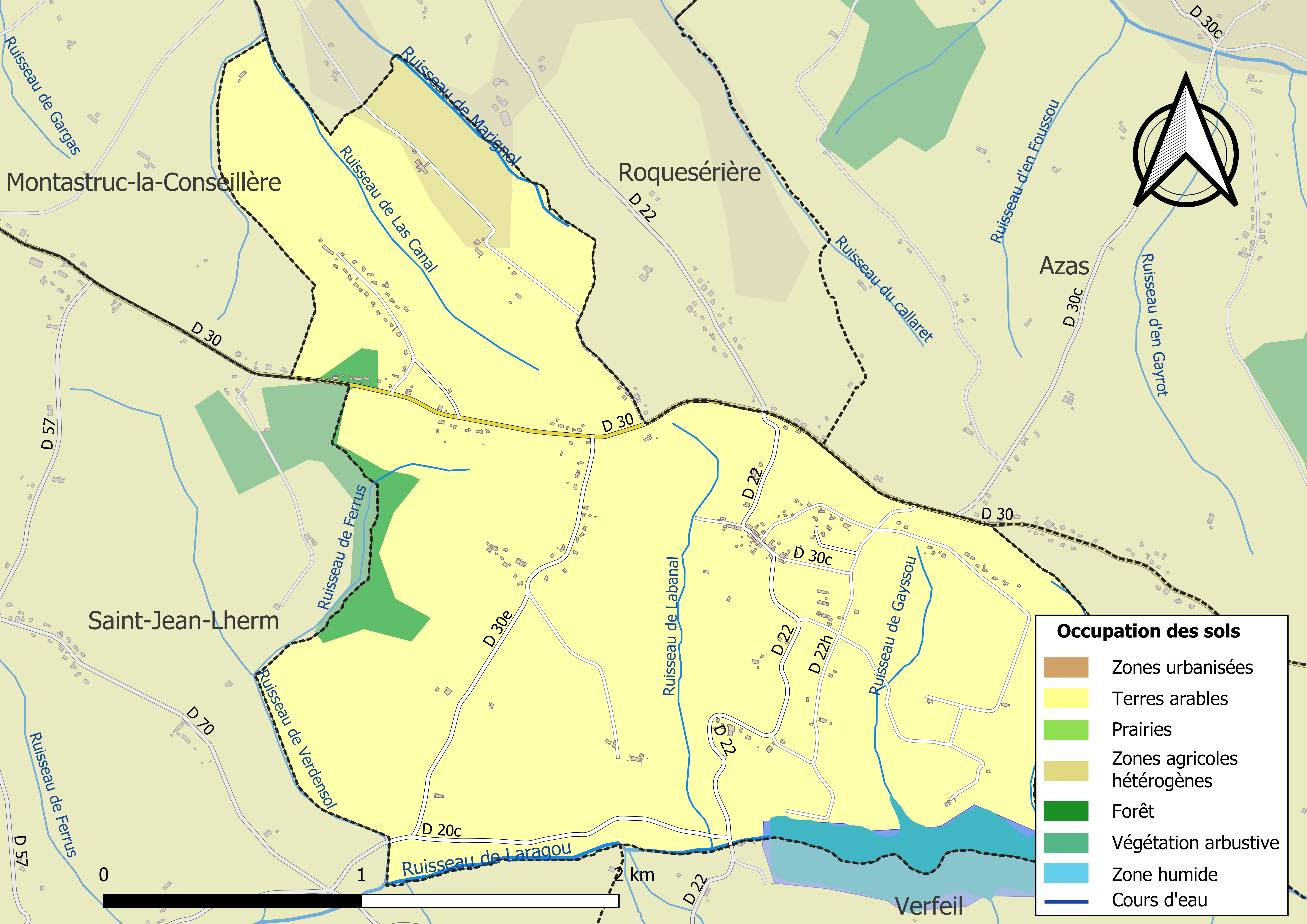
Carte des infrastructures et de l'occupation des sols de la commune en 2018 (CLC).

### Hameaux et écarts
Les principaux écarts sont, pour l'ancien territoire de La Soulade au nord et à l'est de la commune; En Marignols, La Gardière, La Negro, Castelfret (Castelfort), En Jannat, En Cansalade, En Danis, Saint-Puzet, La Soulade, Sarrail, Noubelly, Stoupignan et Trantoul, et pour l'ancien territoire de Montpitol-la-Gascogne à l'ouest et au sud de la commune; Le Fort, En Gineste, La Serre (Serre de Malconseil), Prats Vidal Bas, Prats Vidal Haut, En Cuns, Mazeillé, La Bourdette, En Maury, Le Moulin, Lissard, Lespiau, Daréou, La Goubertarie, Landillac et Landillac Bas.

### Voies de communication et transports
La commune est principalement desservie au nord par la route départementale 30, dite route des crêtes, ligne de partage des eaux entre le bassin de la Garonne et le bassin du Tarn, sur l'axe Montastruc-la-Conseillère - Lavaur.
Au sud la D20c permet de rejoindre Gragnague en suivant le cours du Laragou et la D22 permet d'accéder à Verfeil et Bonrepos-Riquet.

### Risques majeurs
Le territoire de la commune de Montpitol est vulnérable à différents aléas naturels : météorologiques (tempête, orage, neige, grand froid, canicule ou sécheresse), inondations et séisme (sismicité très faible). Un site publié par le BRGM permet d'évaluer simplement et rapidement les risques d'un bien localisé soit par son adresse soit par le numéro de sa parcelle.
Certaines parties du territoire communal sont susceptibles d’être affectées par le risque d’inondation par débordement de cours d'eau, notamment le ruisseau de Laragou. La commune a été reconnue en état de catastrophe naturelle au titre des dommages causés par les inondations et coulées de boue survenues en 1982, 1999 et 2009,.

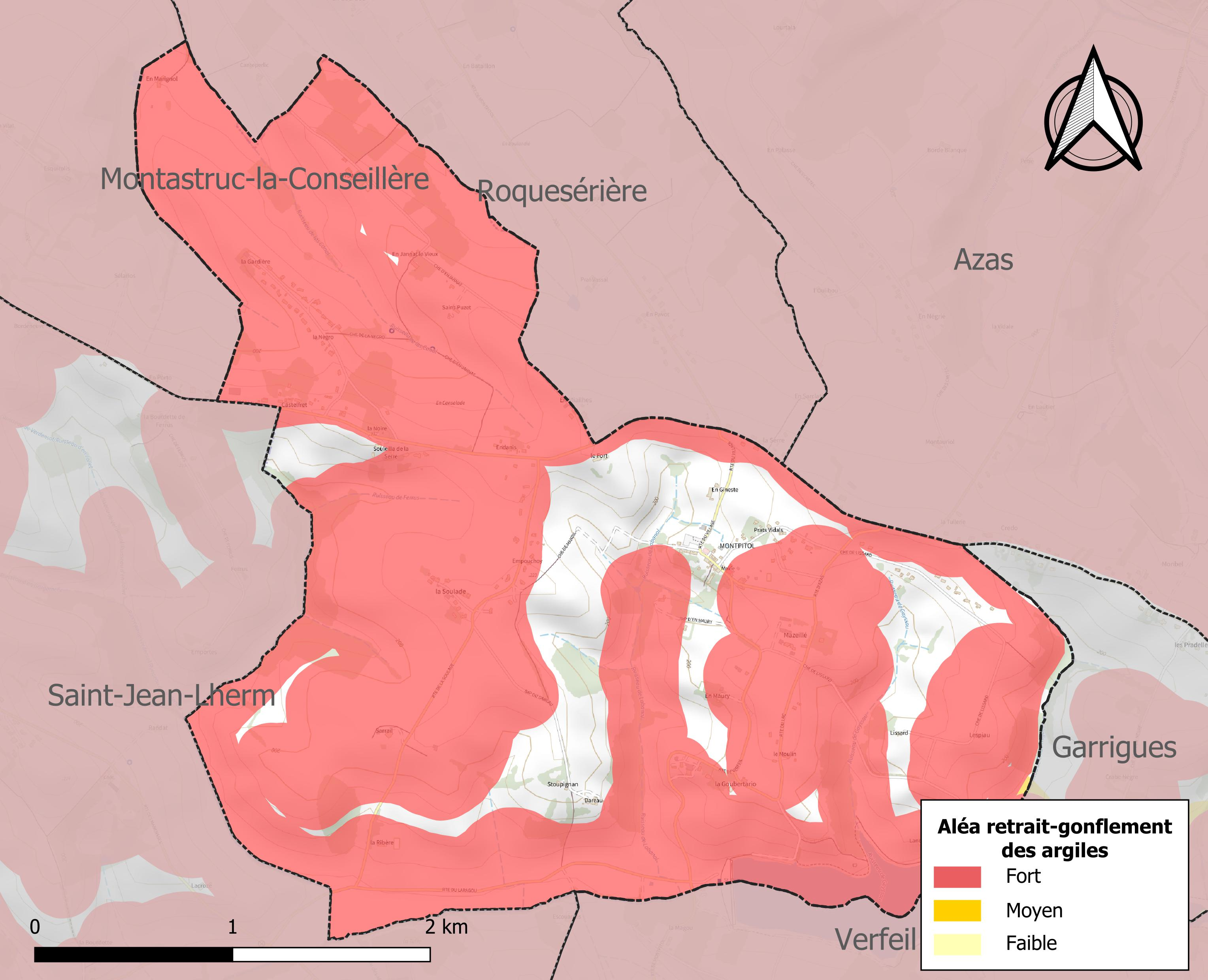
Carte des zones d'aléa retrait-gonflement des sols argileux de Montpitol.

Le retrait-gonflement des sols argileux est susceptible d'engendrer des dommages importants aux bâtiments en cas d’alternance de périodes de sécheresse et de pluie. 83,6 % de la superficie communale est en aléa moyen ou fort (88,8 % au niveau départemental et 48,5 % au niveau national). Sur les 150 bâtiments dénombrés sur la commune en 2019, 116 sont en aléa moyen ou fort, soit 77 %, à comparer aux 98 % au niveau départemental et 54 % au niveau national. Une cartographie de l'exposition du territoire national au retrait gonflement des sols argileux est disponible sur le site du BRGM,.
Par ailleurs, afin de mieux appréhender le risque d’affaissement de terrain, l'inventaire national des cavités souterraines permet de localiser celles situées sur la commune.
Concernant les mouvements de terrains, la commune a été reconnue en état de catastrophe naturelle au titre des dommages causés par la sécheresse en 1998 et 2002 et par des mouvements de terrain en 1999.

## Toponymie
Avant la Révolution, Montpitol portait le nom de Montpitol-la-Gascogne.

## Histoire
Au milieu du XIIe siècle le cartulaire de l'abbaye de Saint-Sernin cite une église nommée Sanctus Projectus dévolue à Saint-Projet sur le territoire de Montpitol.
Au Moyen Âge Montpitol faisait partie de la seigneurie de Verfeil qui comptait alors vingt places fortes alentour.
Jusqu'à la Croisade des Albigeois (1208-1229) la puissante famille de Portal, adeptes du Catharisme, était seigneurs de Montpitol et entretenait le fort dont seul un lieu-dit dominant le village sur la route des crêtes rappelle l'existence.
En 1215 Simon de Montfort se fait attribuer les terres du comte Raymond VI de Toulouse protecteur des cathares et le revenu du fief de Verfeil dont fait partie Montpitol est alors attribué aux évêques de Toulouse.
En 1278, Bérenger de Portal obtient la restitution de ses biens.
Le fort de Montpitol fut probablement édifié au moment de la Guerre de Cent Ans pour défendre les villageois contre la menace anglaise et les mercenaires. Des murailles de terre édifiées et entretenues par les habitants, entouraient les maisons.
L'avancée de la Réforme protestante au début du XVIe siècle permit à Jehan de Portal dit le Jeune de recouvrer en dot les propriétés (terres et forteresse) de Montpitol mais pas la seigneurie et son droit de haute et basse justice qui restèrent à l'archevêque de Toulouse.
En 1570, sous la conduite de l'amiral de Coligny, les troupes des religionnaires, grossies de celles des princes de Condé et de Navarre, s'emparaient des forts qu'ils trouvaient sur leur passage qui n'étaient défendus que par quelques paysans mal armés et sans expérience militaire.
En 1574, ils réparaient celui de Montpitol avec les matériaux de l'église qui avait été saccagée récemment par les huguenots.
Le 5 août 1595, Anne de Levis, Duc de Ventadour, Lieutenant-Général pour le roi Henri IV de la province du Languedoc, dans sa lutte contre les ligueurs sur le chemin de Lavaur à Toulouse, assiégea et brula le fort de Montpitol dont les consuls furent pendus "pour avoir oser soutenir le canon !".
En 1683 les bénéficiaires des revenus du fief de Montpitol étaient les dames Feuillantines, une congrégation de religieuses qui suivait la règle de Saint Bernard, et qui se consacrait surtout à l'éducation des jeunes filles. Elles étaient établies au faubourg Saint-Cyprien de Toulouse.
En 1733, Jacques Duilhé, bourgeois de Toulouse et propriétaire à La Soulade fut anobli par le capitoulat de Toulouse. Il devint alors coseigneur de La Soulade et rajouta à son patronyme le nom de fief de Saint-Projet.

### Héraldique
| Montpitol | Son blasonnement est : Palé d'azur et d'or de six pièces. |

La commune de la Soulade, rattachée en 1817 à celle de Montpitol, portait "d'Argent à un chef-bande de sable".

## Politique et administration

### Administration municipale
Le nombre d'habitants au recensement de 2011 étant compris entre 100 et 499, le nombre de membres du conseil municipal pour l'élection de 2014 est de onze,.

### Rattachements administratifs et électoraux
Commune faisant partie de la deuxième circonscription de la Haute-Garonne de la communauté de communes des Coteaux du Girou et du canton de Pechbonnieu (avant le redécoupage départemental de 2014, Montpitol faisait partie de l'ex-canton de Montastruc-la-Conseillère).

## Population et société

### Démographie
| 1793 | 1800 | 1806 | 1821 | 1831 | 1836 | 1841 | 1846 | 1851 |
| ---- | ---- | ---- | ---- | ---- | ---- | ---- | ---- | ---- |
| 182  | 203  | 203  | 286  | 335  | 349  | 364  | 372  | 334  |

| 1856 | 1861 | 1866 | 1872 | 1876 | 1881 | 1886 | 1891 | 1896 |
| ---- | ---- | ---- | ---- | ---- | ---- | ---- | ---- | ---- |
| 353  | 341  | 344  | 320  | 299  | 301  | 292  | 286  | 274  |

| 1901 | 1906 | 1911 | 1921 | 1926 | 1931 | 1936 | 1946 | 1954 |
| ---- | ---- | ---- | ---- | ---- | ---- | ---- | ---- | ---- |
| 254  | 253  | 239  | 221  | 221  | 205  | 228  | 204  | 162  |

| 1962 | 1968 | 1975 | 1982 | 1990 | 1999 | 2006 | 2011 | 2016 |
| ---- | ---- | ---- | ---- | ---- | ---- | ---- | ---- | ---- |
| 169  | 141  | 121  | 176  | 251  | 332  | 369  | 407  | 389  |

| 2021 | 2022 | - | - | - | - | - | - | - |
| ---- | ---- | - | - | - | - | - | - | - |
| 356  | 341  | - | - | - | - | - | - | - |

### Enseignement
Montpitol fait partie de l'académie de Toulouse.
L'éducation est assurée par un regroupement pédagogique intercommunal avec la commune de Roquesérière école maternelle et pour l'école élémentaire sur la commune.

### Sports
Le village de Montpitol est dynamisé par un club d'aviron nommé Montpitol Aviron Club du Lac du Laragou. Ce petit club d'une soixantaine de licenciés est situé sur les berges du Lac du Laragou. Ce club mélange rameurs-loisir et rameurs-compétition, la formation des jeunes y est exemplaire. Le club est une association créé en 1996 qui fait partie de la Fédération française des sociétés d'aviron.
Le club se qualifie chaque année pour les championnats de France et il peut compter à son palmarès deux médailles d'or (saison 2009-2010 et saison 2010-2011), deux médailles d'argent (saison ????-????, saison 2009-2010) et une médaille de bronze, ainsi que plusieurs titres de champion du Sud-Ouest. Terrain de basketball,

### Écologie et recyclage
La collecte et le traitement des déchets des ménages et des déchets assimilés ainsi que la protection et la mise en valeur de l'environnement se font dans le cadre de la communauté de communes des Coteaux du Girou,.

## Économie

### Revenus
En 2018  (données Insee publiées en septembre 2021), la commune compte 144 ménages fiscaux, regroupant 381 personnes. La médiane du revenu disponible par unité de consommation est de 29 790 € (23 140 € dans le département).

### Emploi
|                | 2008  | 2013  | 2018  |
| -------------- | ----- | ----- | ----- |
| Commune        | 6,6 % | 4,7 % | 6,1 % |
| Département    | 7,7 % | 9,6 % | 9,3 % |
| France entière | 8,3 % | 10 %  | 10 %  |

En 2018, la population âgée de 15 à 64 ans s'élève à 266 personnes, parmi lesquelles on compte 75,6 % d'actifs (69,5 % ayant un emploi et 6,1 % de chômeurs) et 24,4 % d'inactifs,. Depuis 2008, le taux de chômage communal (au sens du recensement) des 15-64 ans est inférieur à celui de la France et du département.
La commune fait partie de la couronne de l'aire d'attraction de Toulouse, du fait qu'au moins 15 % des actifs travaillent dans le pôle,. Elle compte 40 emplois en 2018, contre 31 en 2013 et 36 en 2008. Le nombre d'actifs ayant un emploi résidant dans la commune est de 188, soit un indicateur de concentration d'emploi de 21,3 % et un taux d'activité parmi les 15 ans ou plus de 64,9 %.
Sur ces 188 actifs de 15 ans ou plus ayant un emploi, 32 travaillent dans la commune, soit 17 % des habitants. Pour se rendre au travail, 83,4 % des habitants utilisent un véhicule personnel ou de fonction à quatre roues, 7 % les transports en commun, 3,8 % s'y rendent en deux-roues, à vélo ou à pied et 5,9 % n'ont pas besoin de transport (travail au domicile).

### Activités hors agriculture
33 établissements sont implantés  à Montpitol au 31 décembre 2019. Le tableau ci-dessous en détaille le nombre par secteur d'activité et compare les ratios avec ceux du département,.
| Secteur d'activité                                                                                        | Commune | Commune | Département |
| Secteur d'activité                                                                                        | Nombre  | %       | %           |
| --- | ------- | ------- | ----------- |
| Ensemble                                                                                                  | 33      | 100 %   | (100 %)     |
| Industrie manufacturière, industries extractives et autres                                                | 3       | 9,1 %   | (5,7 %)     |
| Construction                                                                                              | 8       | 24,2 %  | (12 %)      |
| Commerce de gros et de détail, transports, hébergement et restauration                                    | 3       | 9,1 %   | (25,9 %)    |
| Information et communication                                                                              | 1       | 3 %     | (4,1 %)     |
| Activités financières et d'assurance                                                                      | 1       | 3 %     | (3,8 %)     |
| Activités immobilières                                                                                    | 1       | 3 %     | (4,2 %)     |
| Activités spécialisées, scientifiques et techniques et activités de services administratifs et de soutien | 11      | 33,3 %  | (19,8 %)    |
| Administration publique, enseignement, santé humaine et action sociale                                    | 3       | 9,1 %   | (16,6 %)    |
| Autres activités de services                                                                              | 2       | 6,1 %   | (7,9 %)     |

Le secteur des activités spécialisées, scientifiques et techniques et des activités de services administratifs et de soutien est prépondérant sur la commune puisqu'il représente 33,3 % du nombre total d'établissements de la commune (11 sur les 33 entreprises implantées  à Montpitol), contre 19,8 % au niveau départemental.

### Agriculture
|               | 1988 | 2000 | 2010 | 2020 |
| ------------- | ---- | ---- | ---- | ---- |
| Exploitations | 9    | 7    | 4    | 3    |
| SAU (ha)      | 519  | 676  | 640  | 696  |

La commune est dans le Lauragais, une petite région agricole occupant le nord-est du département de la Haute-Garonne, dont les coteaux portent des grandes cultures en sec avec une dominante blé dur et tournesol. En 2020, l'orientation technico-économique de l'agriculture  sur la commune est la culture de céréales et/ou d'oléoprotéagineuses. Trois exploitations agricoles ayant leur siège dans la commune sont dénombrées lors du recensement agricole de 2020 (neuf en 1988). La superficie agricole utilisée est de 696 ha,,.

## Culture locale et patrimoine

### Lieux et monuments
- Lac du Laragou.
- Église Saint-Blaise à clocher-mur.

### Personnalités liées à la commune
Monseigneur François Duilhé de Saint-Projet, né le 15 juillet 1822 à Toulouse, prêtre, chanoine, professeur de rhétorique, lauréat des Jeux Floraux en 1853, 1854, 1855 et 1856, en a été élu mainteneur en 1857. Docteur en théologie la même année. Auteur du livre Apologie scientifique de la foi chrétienne, il fut l'initiateur de la fondation de l'Institut catholique de Toulouse dont il fut nommé recteur en 1894. Il mourut le 15 mai 1897 à Toulouse. Il était propriétaire et conseiller municipal de Montpitol et ses ancêtres étaient seigneurs de Saint-Projet et co-seigneurs de la Soulade au XVIIIe siècle.

## Pour approfondir